# Sekou Keita
Sekou Keita Souza (Conakry, 12 dicembre 1994) è un calciatore guineano, attaccante del Grau-du-Roi.

## Caratteristiche tecniche
È un centravanti.

## Carriera

### Nazionale
Ha esordito con la nazionale guineana il 12 giugno 2015 nel match perso 2-1 contro lo Swaziland.

## Statistiche

### Presenze e reti nei club
Statistiche aggiornate al 19 maggio 2017.
| Stagione        | Squadra         | Campionato      | Campionato | Campionato | Coppe nazionali | Coppe nazionali | Coppe nazionali | Coppe continentali | Coppe continentali | Coppe continentali | Altre coppe | Altre coppe | Altre coppe | Totale | Totale |
| Stagione        | Squadra         | Comp            | Pres       | Reti       | Comp            | Pres            | Reti            | Comp               | Pres               | Reti               | Comp        | Pres        | Reti        | Pres   | Reti   |
| --------------- | --------------- | --------------- | ---------- | ---------- | --------------- | --------------- | --------------- | ------------------ | ------------------ | ------------------ | ----------- | ----------- | ----------- | ------ | ------ |
| 2014-2015       | Atlético Madrid | PD              | 0          | 0          | CR              | 1               | 0               | -                  | -                  | -                  | -           | -           | -           | 1      | 0      |
| 2015-2016       | Évian TG        | L2              | 24         | 6          | CdF+CdL         | 3+1             | 3+0             | -                  | -                  | -                  | -           | -           | -           | 28     | 9      |
| 2016-2017       | Red Star        | L2              | 18         | 3          | CdF+CdL         | 1+0             | 0               | -                  | -                  | -                  | -           | -           | -           | 19     | 3      |
| Totale carriera | Totale carriera | Totale carriera | 42         | 9          |                 | 6               | 3               |                    | -                  | -                  |             | -           | -           | 48     | 12     |

### Cronologia presenze e reti in nazionale
| Cronologia completa delle presenze e delle reti in nazionale ― Mali | Cronologia completa delle presenze e delle reti in nazionale ― Mali | Cronologia completa delle presenze e delle reti in nazionale ― Mali | Cronologia completa delle presenze e delle reti in nazionale ― Mali | Cronologia completa delle presenze e delle reti in nazionale ― Mali | Cronologia completa delle presenze e delle reti in nazionale ― Mali | Cronologia completa delle presenze e delle reti in nazionale ― Mali | Cronologia completa delle presenze e delle reti in nazionale ― Mali |
| Data                                                                | Città                                                               | In casa                                                             | Risultato                                                           | Ospiti                                                              | Competizione                                                        | Reti                                                                | Note                                                                |
| ------------------------------------------------------------------- | ------------------------------------------------------------------- | ------------------------------------------------------------------- | ------------------------------------------------------------------- | ------------------------------------------------------------------- | ------------------------------------------------------------------- | ------------------------------------------------------------------- | ------------------------------------------------------------------- |
| 12-6-2015                                                           | Casablanca                                                          | eSwatini                                                            | 2 – 1                                                               | Guinea                                                              | Qual. Coppa d'Africa 2017                                           | -                                                                   |                                                                     |
| 6-9-2015                                                            | Harare                                                              | Zimbabwe                                                            | 1 – 1                                                               | Guinea                                                              | Qual. Coppa d'Africa 2017                                           | -                                                                   | 69’                                                                 |
| 9-10-2015                                                           | Algeri                                                              | Algeria                                                             | 1 – 2                                                               | Guinea                                                              | Amichevole                                                          | -                                                                   |                                                                     |
| 12-10-2015                                                          | Agadir                                                              | Marocco                                                             | 1 – 1                                                               | Guinea                                                              | Amichevole                                                          | -                                                                   | 63’                                                                 |
| 12-11-2015                                                          | Windhoek                                                            | Namibia                                                             | 0 – 1                                                               | Guinea                                                              | Qual. Mondiali 2018                                                 | -                                                                   | 73’                                                                 |
| 15-11-2015                                                          | Conakry                                                             | Guinea                                                              | 2 – 0                                                               | Namibia                                                             | Qual. Mondiali 2018                                                 | -                                                                   | 71’                                                                 |
| Totale                                                              |                                                                     | Presenze                                                            | 6                                                                   |                                                                     | Reti                                                                | 0                                                                   |                                                                     |